# Шостаки (Полтавский район)
Шостаки (укр. Шостаки) — село,
Супруновский сельский совет,
Полтавский район (Полтавская область),
Полтавская область,
Украина.
Код КОАТУУ — 5324085209. Население по переписи 2001 года составляло 347 человек.

## Географическое положение
Село Шостаки примыкает к городу Полтава и сёлам Супруновка и Гожулы.
Рядом проходит железная дорога, станция Платформа 311 км.

## Объекты социальной сферы
- Фельдшерско-акушерский пункт.